# Jackson Antunes

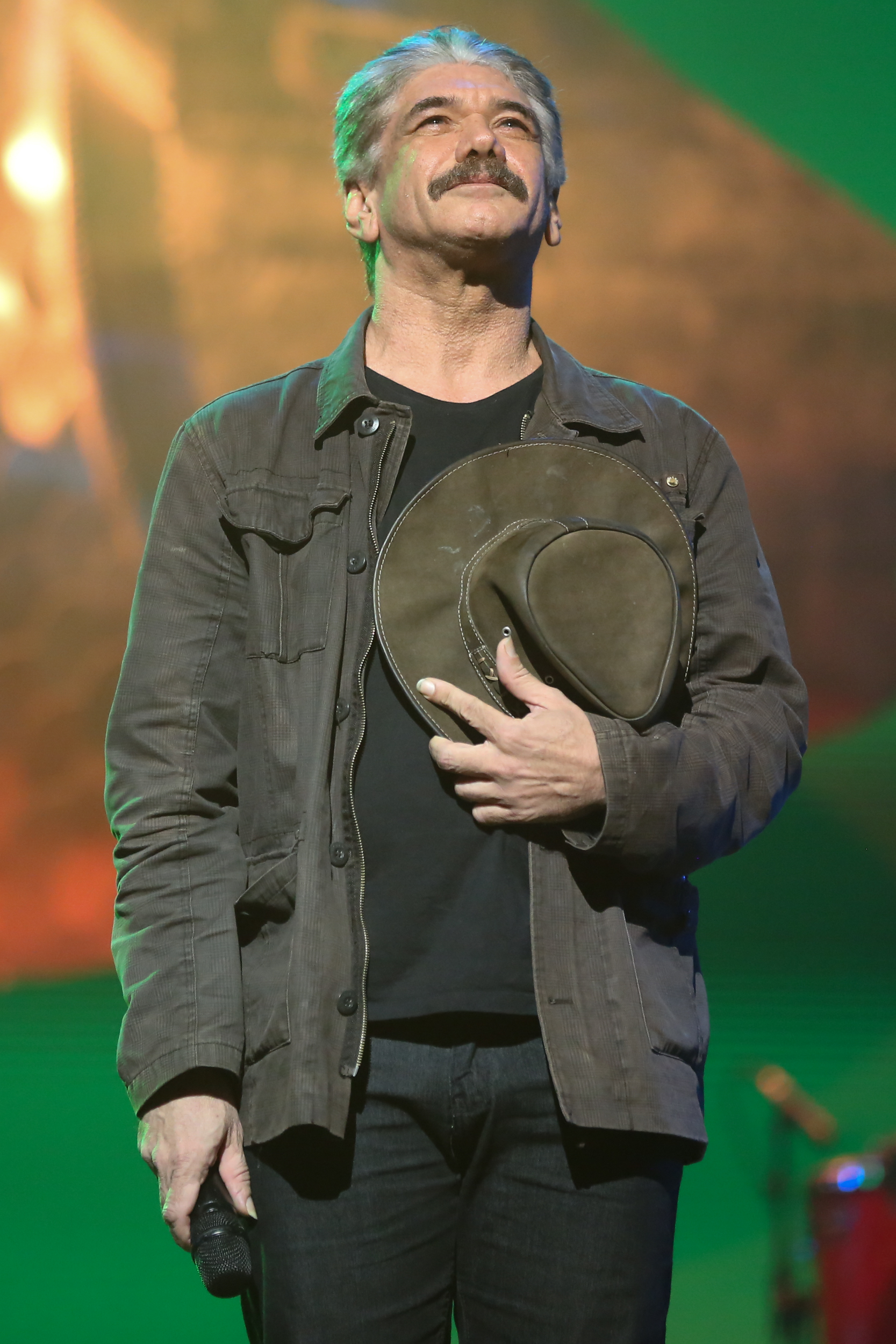
Jackson Antunes

Jackson Antunes född 28 augusti 1960 i Janaúba, Minas Gerais, Brasilien, brasiliansk skådespelare.

## Filmografi (i urval)
- 1995 - Irmãos Coragem
- 1999 - Terra Nostra
- 2004 - A Escrava Isaura
- 2005 - Vinho de Rosas
- 2005 - 2 Filhos de Francisco
- 2014 - Getúlio